# Een krot van een kot
Een krot van een kot is het tiende album in de stripreeks van W817. Het scenario is geschreven door Hec Leemans en het album is getekend door Luc Van Asten en Wim Swerts. De strip werd in 2006 uitgegeven door Standaard Uitgeverij.

## Het verhaal
Wanneer een inspecteur van volksgezondheid het huis komt controleren laat hij het huis onbewoonbaar verklaren. Ook na zijn bezoek gaat alles stilletjes aan kapot. Steve vindt het welletjes geweest en gaat naar de huisbaas: Robert de Hert. Hij zit echter aan de Costa del Sol. Steve onderneemt actie en gaat naar de Costa del Sol om hem persoonlijk te spreken. Ondertussen gaat het in het huis van kwaad naar erger

## Hoofdpersonages
- Jasmijn De Ridder
- Akke Impens
- Zoë Zonderland
- Carlo Stadeus
- Birgit Baukens
- Tom Derijcke
- Steve Mertens

## Gastpersonages
- Robert de Hert
- Kim de Hert
- Kevin Keutelaers
- Krakers
- Del Portus

## Trivia
Het personage Del Portus deed eerder al mee in De witte woede.